# Historia de la ciencia en el Renacimiento

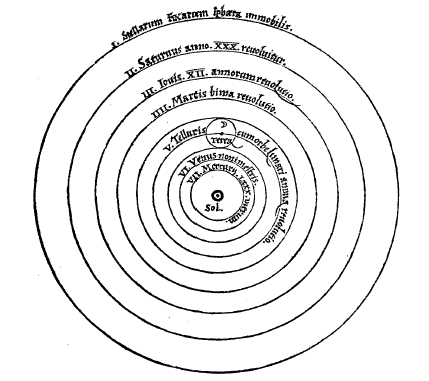
El sistema copernicano (De revolutionibus orbium coelestium).

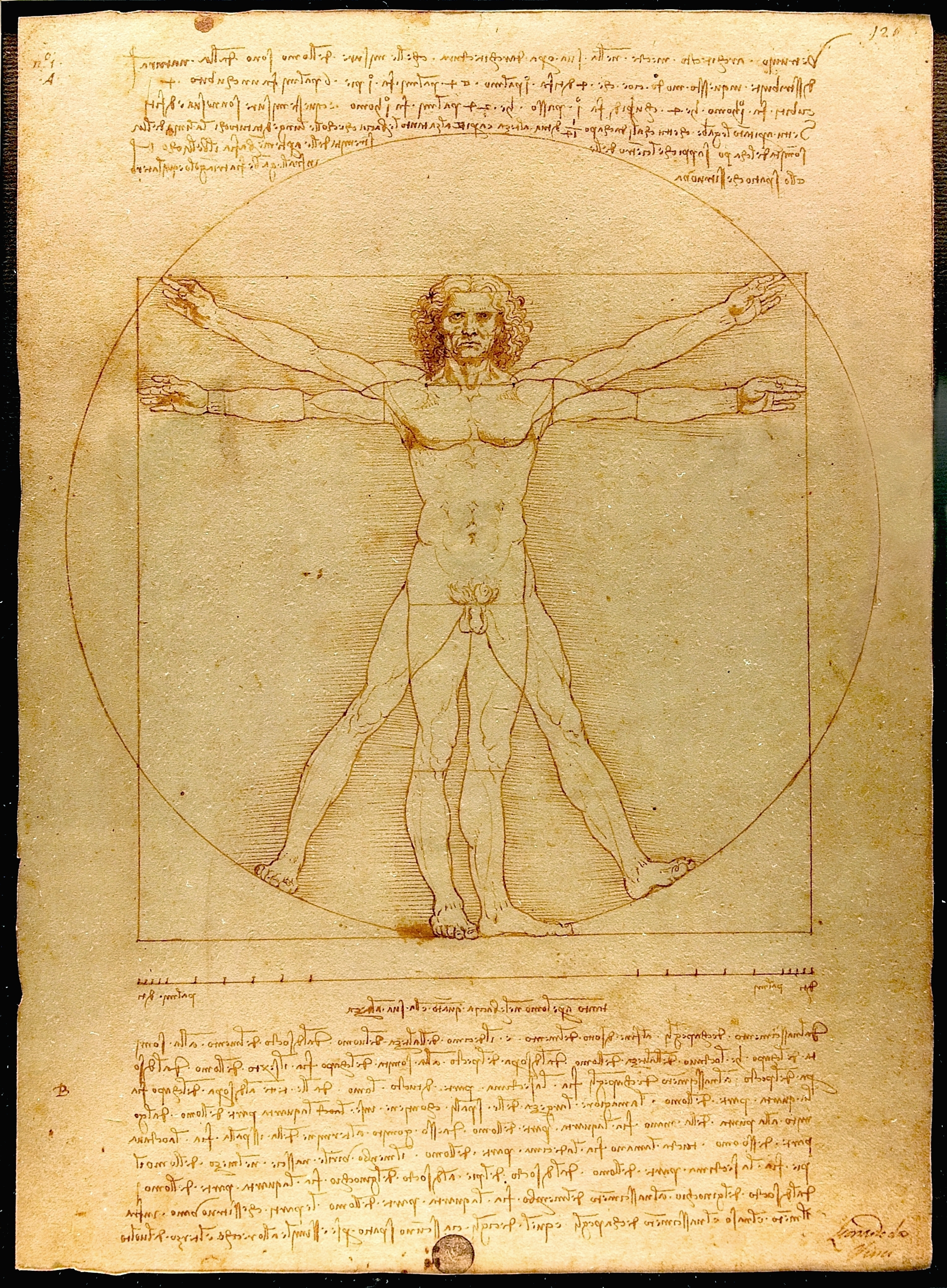
Hombre vitruviano, de Leonardo da Vinci, un ejemplo de la mixtura entre arte y ciencia en el Renacimiento.

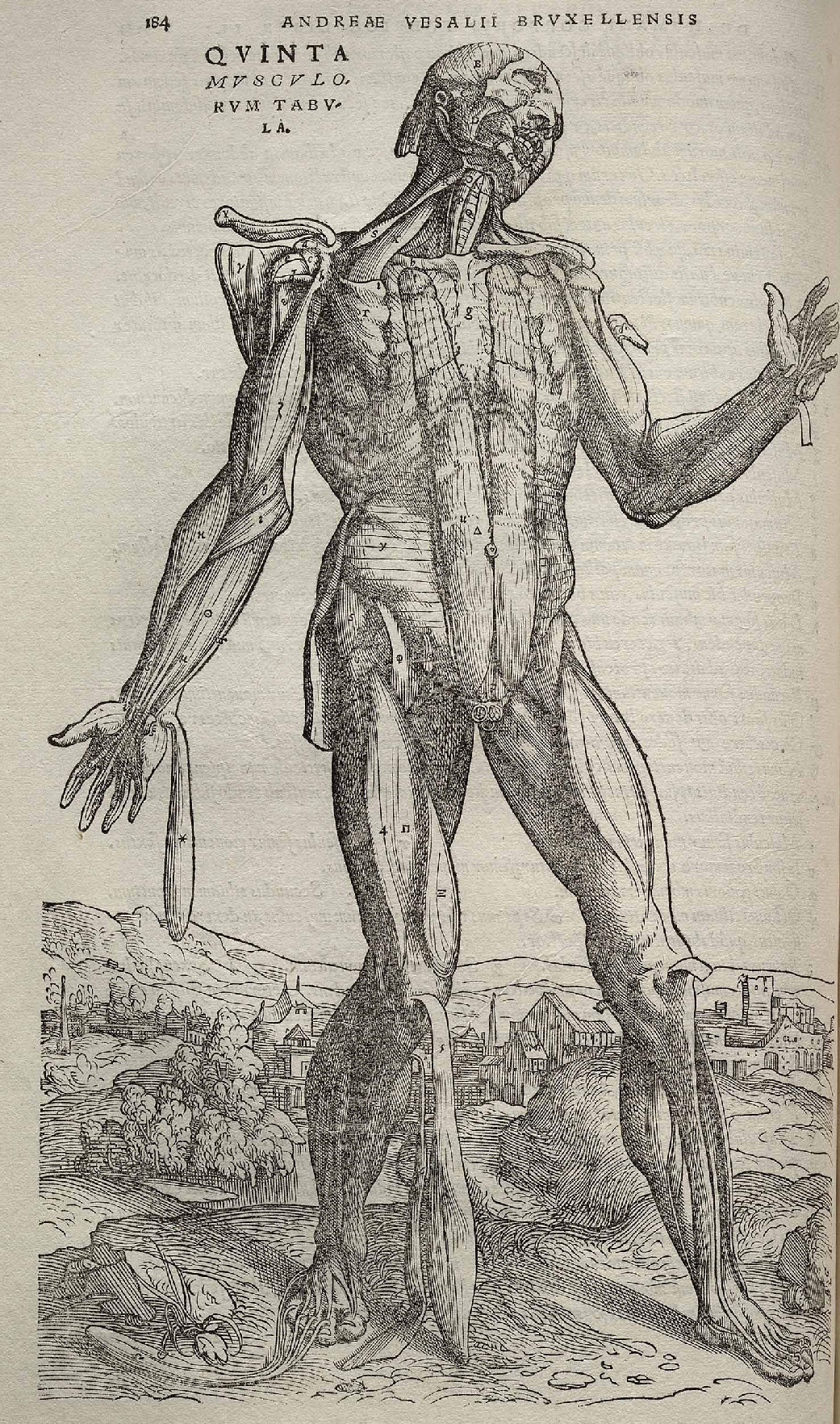
Ilustración de De humani corporis fabrica, de Andrés Vesalio (1543).

La historia de la ciencia en el Renacimiento comienza con el redescubrimiento de textos científicos antiguos durante el Renacimiento y se acelera después de la caída de Constantinopla en 1453 y la invención de la imprenta —que democratizaría al aprendizaje y permitiría una propagación más rápida de nuevas ideas— y los descubrimientos geográficos ocurridos en esta era.
Las ciencias naturales, fundamentadas en la metafísica nominalista, se diferenciaron de los estudios anteriores —de raíz aristotélica— en dos factores esenciales: la idea de la naturaleza y el método físico. La primera evoluciona desde la física ontológica aristotélica hacia un discurrir simbólico fundamentado en las matemáticas, pasando de analizar el «ser de las cosas» a interpretar «variaciones de fenómenos»; por tanto, se renuncia a conocer las causas a cambio de medir los fenómenos, sentando las bases de la ciencia positiva. El método físico, por otro lado, se fundamenta en el empirismo, basado en el «análisis de la naturaleza», el cual parte de una hipótesis de origen matemático para llegar a una comprobación a posteriori de esa premisa apriorística. Uno de los principales teóricos de la nueva ciencia fue el filósofo inglés Francis Bacon, padre del empirismo filosófico y científico; su principal obra, Novum organum, presenta la ciencia como técnica, experimental e inductiva, capaz de dar al ser humano el dominio sobre la naturaleza.
Una de las disciplinas científicas que más se desarrolló en esta época fue la astronomía, gracias principalmente a la figura de Nicolás Copérnico: este científico polaco fue el difusor de la teoría heliocéntrica —los planetas giran alrededor del Sol— frente a la geocéntrica impuesta en la Edad Media principalmente por la iglesia —la Tierra es el centro del universo. Expuso esta teoría, basada en la de Aristarco de Samos. Este sistema fue posteriormente desarrollado por Johannes Kepler, quien describió el movimiento de los planetas conforme a órbitas elípticas. Por último, Galileo Galilei sistematizó estos conocimientos y formuló los principios modernos del conocimiento científico, por lo que fue procesado por la Inquisición y obligado a retractarse; sin embargo, está considerado por ello el fundador de la física moderna. Otro astrónomo destacado de este período fue Tycho Brahe, creador del observatorio de Uraniborg, desde el que realizó numerosas observaciones astronómicas que sirvieron de base a los cálculos de Kepler. También cabe remarcar que en 1582 el papa Gregorio XIII introdujo el calendario gregoriano, que sustituyó al anterior calendario juliano.
Las matemáticas también avanzaron notablemente en esta época: Christoph Rudolff desarrolló la utilización de las fracciones decimales; Regiomontano estudió la trigonometría esférica y rectilínea; los italianos Gerolamo Cardano y Lodovico Ferrari resolvieron las ecuaciones de tercer y cuarto grado, respectivamente; otro italiano, Tartaglia, utilizó el triángulo aritmético para calcular los coeficientes de un binomio; Rafael Bombelli estudió los números imaginarios; François Viète efectuó importantes avances en trigonometría, y creó el simbolismo algebraico; Simon Stevin estudió las primeras tablas de intereses, resolvió el problema de la composición de fuerzas y sistematizó las fracciones decimales.
En ciencias naturales y medicina también hubo importantes avances: en 1543 Andrés Vesalio publicó De humani corporis fabrica, un compendio de anatomía con profusas ilustraciones considerado uno de los más influyentes libros científicos de todos los tiempos; Bartolomeo Eustachio descubrió las cápsulas suprarrenales; Ambroise Paré inició la cirugía moderna; Conrad von Gesner inauguró la zoología moderna con una primera clasificación de animales por géneros y familias; Miguel Servet describió la circulación pulmonar, y William Harvey la de la sangre; Gabriele Falloppio estudió la estructura interna del oído; Ulisse Aldrovandi creó el primer jardín botánico en Bolonia; Bernard Palissy fundamentó la paleogeografía; Caspar Bauhin introdujo un primer método de clasificación de las plantas; y Zacharias Janssen inventó el microscopio en 1590.
También avanzó notablemente la geografía y la cartografía, gracias a los numerosos descubrimientos realizados en esta época. Cabe destacar la labor del flamenco Gerardus Mercator, autor del primer mapa del mundo (1538) y descubridor de un método de posicionamiento geográfico sobre un mapa del rumbo dado por una aguja imantada.
En el terreno de la química, relacionada todavía con la alquimia medieval, hubo escasos avances: Georgius Agricola fundó la mineralogía moderna, clasificando los minerales según sus caracteres externos; Paracelso aplicó la alquimia a la medicina, estudiando las propiedades de los minerales como fármacos, en el transcurso de cuyas investigaciones descubrió el cinc; Andreas Libavius escribió el primer tratado sobre química con una mínima base científica, e introdujo diversos preparados químicos, como el ácido clorhídrico, el tetracloruro de estaño y el sulfato amónico, así como la preparación del agua regia.
Por último, conviene citar la figura polifacética de Leonardo da Vinci, ejemplo del hombre renacentista interesado en todas las materias tanto artísticas como científicas (homo universalis). En el terreno de la ciencia, realizó varios proyectos como máquinas voladoras, concentradores de energía solar o calculadoras, que no pasaron de meros proyectos teóricos. También realizó trabajos de ingeniería, hidráulica y mecánica, y estudios de anatomía, óptica, botánica, geología, paleontología y otras disciplinas.
Historiadores como George Sarton y Lynn Thorndike han criticado el efecto del Renacimiento sobre la ciencia, argumentando que el progreso fue demorado porque los humanistas favorecieron los temas centrados en el hombre, como política e historia, sobre el estudio de la filosofía natural o la matemática aplicada. Otros se han localizado en la influencia positiva del Renacimiento puntualizando factores como el descubrimiento de muchísimos textos ocultos o perdidos, y el nuevo énfasis en el estudio de la lengua y la correcta lectura de textos. Marie Boas Hall acudió el término «Renacimiento científico» para designar la primera fase de la Revolución científica. Recientemente, Peter Dear argumentó a favor de un modelo de dos fases para explicar la Génesis de la ciencia moderna: un «Renacimiento científico» en los siglos XV y XVI, centrado en la restauración del conocimiento natural de los antiguos, y una «Revolución científica» en el siglo XVII, cuándo los científicos pasaron de la recuperación a la invención.

## Contexto
A partir del renacimiento medieval del siglo XI, Europa experimentó una revitalizacion intelectual especialmente relacionada con la investigación del mundo natural. En el siglo XI, sin embargo, acontecieron una serie de eventos que se conocerían luego como la «Crisis del medioevo tardío». La Peste negra de 1348 produjo el fin del periodo previo de masivos cambios científicos. La plaga mató a un tercio de la población europea, especialmente en las ciudades, donde estaba el corazón de la innovación. Concurrencias de la plaga y otros desastres causaron una declinación continua de la población durante un período de cien años.

## Renacimiento
El siglo XV vio el comienzo del movimiento cultural renacentista. El redescubrimiento de los textos antiguos a partir de la caída de Constantinopla, se aceleró a causa de los muchos estudiosos bizantinos que debieron buscar refugio en Occidente, especialmente en Italia.

### Cronología
La línea de tiempo muestra abajo a los científicos occidentales más relevantes desde la Alta Edad Media hasta el año 1600. La línea roja vertical muestra el hiato entre la Peste Negra y la fecha de publicación del siguiente trabajo científico: el modelo heliocéntrico de Copérnico. Entre ambos hechos hay más de 200 años.

## Desarrollos importantes

### Alquimia
1982
Es una sustancia esencial que formaba a todas las demás y, si uno podía reducir un material a esa sustancia esencial, luego podría reconstruirla en la forma de otro material. Los alquimistas medievales trabajaron con dos elementos químicos: azufre y mercurio.
Uno de los principales alquimistas y físicos del Renacimiento fue Paracelso, quien añadió un tercer elemento, la sal, para formar una trinidad de elementos alquímicos. No debemos de olvidar a la piedra filosofal.

### Astronomía
Durante el siglo XV hay un crecimiento acelerado del comercio entre las naciones mediterráneas, lo que lleva a la exploración de nuevas rutas comerciales hacia Oriente y a Occidente, estas últimas son las que permitieron la llegada de los europeos a América. Este crecimiento en las necesidades de navegación impulsó el desarrollo de sistemas de orientación y navegación y con ello el estudio a fondo de materias como la geografía, astronomía, cartografía, meteorología, y la tecnología para la creación de nuevos instrumentos de medición como compases y relojes.
En el siglo XV se renovó el interés en el estudio de los cielos gracias, en parte, a la escuela de traductores de Toledo, creada por el rey Alfonso X el Sabio (1221-1284) quienes empiezan a traducir antiguos textos astronómicos.
Personajes como Johann Müller Regiomontano (1436-1476), comenzaron a realizar observaciones astronómicas y a discutir las teorías establecidas al punto que Nicolás de Cusa (1401-1464), en 1464 planteó que la Tierra no se encontraba en reposo y que el universo no podía concebirse como finito, comenzando de alguna manera a resquebrajarse el sistema imperante hasta ese momento.
Nicolás Copérnico (1473-1543) retoma las ideas heliocentristas y propone un sistema en el cual el Sol se encuentra inmóvil en el centro del universo y a su alrededor giran los planetas en órbitas con «movimiento perfecto», es decir circular. Este sistema copernicano, sin embargo, adolecía de los mismos o más errores que el geocéntrico postulado por Ptolomeo, en el sentido de que no explicaba el movimiento retrógrado de los planetas y erraba en la predicción de otros fenómenos celestes. Copérnico, por tanto, incluyó igualmente epiciclos para aproximarse a las observaciones realizadas.
Tycho Brahe (1546-1601), hombre acomodado y de vida disipada, fue un gran observador del cielo y realizó las más precisas observaciones y mediciones astronómicas para su época, entre otras cosas porque tuvo la capacidad económica para construir su propio observatorio e instrumentos de medición. Las mediciones de Brahe no tuvieron, sin embargo, mayor utilidad hasta que Johannes Kepler (1571-1630) las utilizara. Kepler gastó muchos años tratando de encontrar la solución a los problemas que se tenían con el sistema enunciado por Copérnico, utilizando modelos de movimiento planetario basados principalmente en los sólidos perfectos de Platón. Con los datos completos obtenidos después de la muerte de Brahe, llegó por fin al entendimiento de las órbitas planetarias, probando con elipses en vez de los modelos perfectos de Platón, y pudo entonces enunciar sus leyes del movimiento planetario.
- Los planetas giran alrededor del Sol en órbitas elípticas estando este en uno de sus focos.
- Una línea dibujada entre un planeta y el Sol barre áreas iguales en tiempos iguales.
- Publicada años después al mundo (1619): El cubo de la distancia media al Sol es proporcional al cuadrado del tiempo que tarda en completar una órbita.

Galileo Galilei (1564-1642) fue uno de los defensores más importantes de la teoría heliocentrista. Construyó un telescopio a partir de un invento del neerlandés Hans Lippershey y fue el primero en utilizarlo para el estudio de los astros, descubriendo los cráteres de la Luna, las lunas de Júpiter, las manchas solares y las fases de Venus. Sus observaciones tan solo eran compatibles con el modelo copernicano.
El trabajo de Galileo lo enfrentó a la Iglesia católica, que ya había prohibido el libro de Copérnico De revolutionibus orbium coelestium. Después de varios enfrentamientos con los religiosos en los cuales fue respaldado por el papa Urbano VIII, y a pesar de que se le pidiese moderación en la difusión de sus estudios, Galileo escribió Diálogos sobre los dos máximos sistemas del mundo. En esta obra ridiculizó la posición de la Iglesia a través de Simplicio el Simplón. Por esta desobediencia fue llevado a juicio en donde fue obligado a abjurar de sus creencias y posteriormente recluido bajo arresto domiciliario, que duró el resto de su vida.

### Geografía
En la historia de la geografía, el texto clásico clave fue la Geographia de Ptolomeo (siglo II), traducido al latín en el siglo XV por Jacobo de Angelo.

### Ciencias naturales
Ya en el siglo XVI, se habían observado y descrito plantas y tratado de clasificarlas pero no se había encontrado un buen principio de clasificación. En el siglo XVII Tournefort, después de haber estudiado las plantas de todas las comarcas de Europa, llegó a una clasificación que ha subsistido durante una parte del siglo XVIII. Malpighi disecó las diversas partes de las plantas y publicó una obra en que describió la estructura de los vegetales.
En el siglo XVI se había empezado a disecar los cadáveres. Vesalio fundó la anatomía humana. Falopio había estudiado el interior del oído y el cuerpo humano. Otros estudiaron los huesos. Luego se hizo la anatomía de algunos animales, un hipopótamo, un caballo. Harvey descubrió la circulación de la sangre, lo cual trastornó todas las ideas relativas al cuerpo humano. Un italiano, profesor en Pavía, disecando un perro vivo descubrió los vasos porque circula el quilo.
No se había observado en un principio más que el cuerpo humano, por razones prácticas, porque se quería aplicar las observaciones a la Medicina o la Cirugía. Malpighi estudió la organización de los animales de especies diferentes, para compararlas entre sí con puro espíritu científico, e inició así la anatomía comparada.
La medicina obtuvo poco provecho de estas observaciones. Los médicos, organizados en cuerpo, no querían renunciar a las doctrinas de los griegos y se negaron por mucho tiempo a admitir la circulación de la sangre. En Francia explican las enfermedades por los humores, y seguían aplicando los antiguos tratamientos, la sangría, la lavativa, los purgantes. No obstante, se empezó en otros países a emplear contra la fiebre la quinina, planta venida de América del Sur.

### Inventos
Evangelista Torricelli estudió la salida de los líquidos. Los antiguos creían que al agua sube en las bombas porque la naturaleza tiene horror al vacío. Pero los fontaneros de Florencia habían observado que, a partir de cierta altura, el agua no subía. Torricelli ideó operar con un líquido mucho más pesado que el agua, el mercurio. Vio que en un tubo colocado encima de una cubeta de mercurio. Este no subía a una altura pequeña. Así fue inventado el barómetro.
El barómetro había dado la noción del vacío. Otto von Guericke inventó la máquina neumática, que permitió obtener en un recipiente un vació casi tan completo como el del barómetro. Esta máquina fue resultado de una experimentación. Se pudo estudiar la física de los gases como había estudiado los líquidos.
La invención del microscopio cambió las condiciones de la observación. De igual modo que el telescopio permitía ver los fenómenos muy alejados, el microscopio hizo visibles objetos demasiados pequeños para ser percibidos a simple vista. Swammerdam estudió las metamorfosis de los insectos y vio que se desarrollan según las mismas leyes que todos los demás animales. Leeuwenhoek hizo él mismo microscopios y estudió las arterias y las venas.
El telescopio de Galileo fue construido en 1609 por el famoso astrónomo. Consistía en un telescopio de refracción, con una lente convexa en la parte delantera y una lente ocular cóncava. Gracias al invento, Galileo observaba la Luna y las estrellas, así como pudo descubrir las fases de Venus, lo que indicaba que giraba alrededor del Sol, como la Tierra. También pudo descubrir cuatro satélites orbitando alrededor de Júpiter.
Leonardo Da Vinci también realizó varios proyectos como máquinas voladoras, concentradores de energía solar o calculadoras, pero muchos de estos proyectos no se realizaron durante el Renacimiento como se creía.